# Isidoro Rossi
Isidoro Rossi (Correggio, 1815 – Pavia, 1884) è stato un compositore italiano.

## Biografia
Nipote del compositore Bonifazio Asioli studiò con Francesco Basily al conservatorio di Milano.
Insegnante di musica a Mirandola, Finale Emilia, Carpi e Modena, compose numerosi brani di musica da camera e sinfonica, oltre a inni patriottici, oratorii, drammi sacri, messe e brani religiosi.

## Opere
Ha composto prevalentemente musica per teatro:
- 1856 - Mirra (Carpi, Teatro Comunale)
- 1865 - Mimì (Modena, Teatro Comunale)
- 1875 - Isabella Orsini (Pavia, Teatro Fraschini)
- 1881 - Imelda de' Lambertenghi, premiata con la medaglia d'oro all'Esposizione musicale di Milano
- Maria d'Oletta
- Virginia Galluzzi